# Bartosz Jurecki

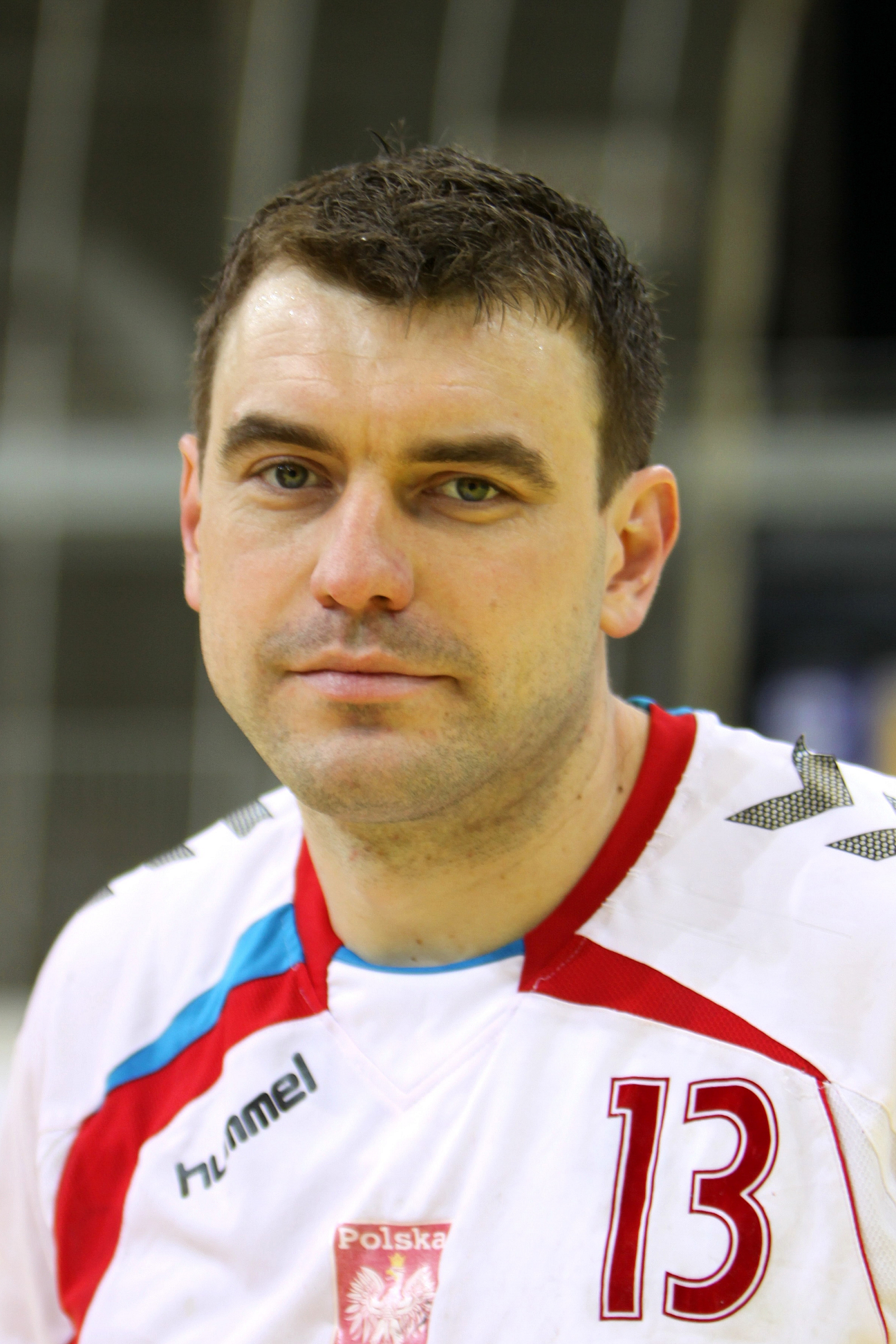
Bartosz Jurecki 2010.

Bartosz Jurecki, född 31 januari 1979 i Kościan, är en polsk tidigare handbollsspelare (mittsexa). Han spelade nio säsonger 2006–2015 för SC Magdeburg. Han är äldre bror till handbollsspelaren Michał Jurecki.

## Klubbar
- Chrobry Głogów (–2006)
- SC Magdeburg (2006–2015)
- Chrobry Głogów (2015–2016)
- KS Azoty Puławy (2016–2018)